# Jón Halldórsson (Leichtathlet, 1889)
Jón Halldórsson (* 2. November 1889 in Reykjavík; † 7. Juli 1984 ebenda) war ein isländischer Leichtathlet.

## Leben
Jón Halldórsson schied bei den Olympischen Sommerspielen 1912 im Vorlauf des 100-Meter-Laufs aus. Zudem trat er in der Demonstrationssportart Glíma an, wo er Sechster wurde.
Beruflich war Jón Halldórsson als Schatzmeister und Büroleiter der Landsbanki tätig.